# Marharyta Makhneva
Marharyta Makhneva  –em bielorrusso, Маргарыта Махнева– (nascida como Marharyta Tsishkevich, Joiniki, 13 de fevereiro de 1992) é uma desportista bielorrussa que compete em canoagem na modalidade de águas tranquilas.
Participou em três Jogos Olímpicos de Verão, entre os anos 2012 e 2020, obtendo duas medalhas, bronze em Rio de Janeiro 2016 e prata em Tóquio 2020, ambas na prova de K4 500 m.  Nos Jogos Europeus conseguiu duas medalhas, ouro em Baku de 2015 e prata em Minsk de 2019.
Ganhou oito medalhas no Campeonato Mundial de Canoagem entre os anos 2013 e 2021, e sete medalhas no Campeonato Europeu de Canoagem, entre os anos 2013 e 2021.

## Palmarés internacional
| Jogos Olímpicos    | Jogos Olímpicos              | Jogos Olímpicos   | Jogos Olímpicos |
| Ano                | Lugar                        | Medalha           | Competição      |
| ------------------ | ---------------------------- | ----------------- | --------------- |
| 2016               | Rio de Janeiro ( Brasil)     | Medalha de bronze | K4 500 m        |
| 2020               | Tóquio ( Japão)              | Medalha de prata  | K4 500 m        |
| Campeonato Mundial |                              |                   |                 |
| Ano                | Lugar                        | Medalha           | Competição      |
| 2013               | Duisburgo ( Alemanha)        | Medalha de bronze | K4 500 m        |
| 2014               | Moscovo ( Rússia)            | Medalha de bronze | K2 200 m        |
| 2014               | Moscovo ( Rússia)            | Medalha de bronze | K4 500 m        |
| 2014               | Moscovo ( Rússia)            | Medalha de bronze | K1 4x200 m      |
| 2015               | Milão ( Itália)              | Medalha de ouro   | K2 200 m        |
| 2015               | Milão ( Itália)              | Medalha de ouro   | K4 500 m        |
| 2019               | Szeged ( Hungria)            | Medalha de prata  | K4 500 m        |
| 2021               | Copenhaga ( Dinamarca)       | Medalha de ouro   | K4 500 m        |
| Jogos Europeus     |                              |                   |                 |
| Ano                | Lugar                        | Medalha           | Competição      |
| 2015               | Baku ( Azerbaijão)           | Medalha de ouro   | K2 200 m        |
| 2019               | Minsk ( Bielorrússia)        | Medalha de prata  | K4 500 m        |
| Campeonato Europeu |                              |                   |                 |
| Ano                | Lugar                        | Medalha           | Competição      |
| 2013               | Montemor-o-Velho ( Portugal) | Medalha de bronze | K4 500 m        |
| 2014               | Brandeburgo ( Alemanha)      | Medalha de ouro   | K2 200 m        |
| 2015               | Račice ( Chéquia)            | Medalha de ouro   | K2 200 m        |
| 2015               | Račice ( Chéquia)            | Medalha de ouro   | K4 500 m        |
| 2016               | Moscovo ( Rússia)            | Medalha de prata  | K4 500 m        |
| 2016               | Moscovo ( Rússia)            | Medalha de bronze | K2 200 m        |
| 2021               | Poznań ( Polónia)            | Medalha de prata  | K4 500 m        |